# Чаефски, Пэдди
Сидни Аарон «Пэдди» Чаефски (также Чае́вски англ. Sidney Aaron "Paddy" Chayefsky; 29 января 1923, Нью-Йорк — 1 августа 1981, там же) — американский сценарист и драматург, один из наиболее известных писателей Золотого века телевидения. Его реалистичные сценарии, созданные в натуралистическом стиле телевизионной драмы 1950-х годов, принесли ему звание одной из ключевых фигур в движении американского телевидения 20-го века. Критик Мартин Готтфрид писал: «Он был успешным писателем, наиболее успешным выпускником телевизионной школы натурализма. Его сценарии всегда обладали неким ломтиком жизни».
Сценарии Чаефски были специфическими для той среды, где он вырос — нью-йоркского района Бронкс. Критики особенно отмечали диалоги, юмор и общее настроение его сценарных работ. Главными героями миров, созданных Чаефски, становились, в основном, люди среднего класса, борющиеся с собственными проблемами: одиночеством, выходящими через край эмоциями, а также полным неудовлетворением окружающим миром.
Чаефски — трёхкратный лауреат премии «Оскар» (1956, 1972, 1977), двукратный обладатель премии «Золотой глобус» (1972, 1977) и победитель премии BAFTA (1973). Кроме того, Чаефски является единственным сценаристом когда-либо забравших домой три «Оскара» за одиночное написание сценария.

## Биография
Сидни Аарон Чаефски родился 29 января 1923 года в районе Нью-Йорка Бронксе, в семье евреев из России Гарри Чаефски и Гасси Чаефски (урожд. Стучевской). Его отец покинул Москву в 1907 году и вскоре основал в Бронксе компанию по торговле молочными продуктами Dellwood Dairies; он привил всем трём сыновьям любовь к театру на идише. После отчисления из школы DeWitt Clinton High School, Чаефски поступил в колледж Городского университета Нью-Йорка Сити-колледж и окончил его со степенью в области бухгалтерского учёта в 1943 году. Вскоре ещё несколько месяцев изучал иностранные языки в Фордхемском университете.
В конце Второй мировой войны Чаефски вступил в ряды Армии США, где и получил прозвище «Пэдди», которое носил до конца жизни. Будучи солдатом 104-й пехотной дивизии, Чаефски, вместе с сослуживцами, был переправлен на корабле в Европу. В Германии, близ Ахена, он был ранен взрывом мины и по окончании боевой операции награждён медалью «Пурпурное сердце». Находясь в одном из английских госпиталей, Чаефски написал первое произведение — мюзикл «Никакого перерыва для любви». Покинув лечебницу, в 1945 году Чаефски получил предложение создать первый в жизни сценарий к документальному фильму «Настоящая слава». Тогда же он поступил на работу в кинокомпанию Universal-International (сейчас Universal Pictures), где довольно долгое время переписывал сценарии и придумывал диалоги для фильмов категории B (низкобюджетные ленты, обычно не пользовавшиеся популярностью).
В начале 1950-х годов Чаефски вернулся в Нью-Йорк и приступил к написанию сценариев для радио и бродвейских постановок, не обходил стороной он и телесериалы, в том числе и многосерийные эпопеи. Дебютом в кино для сценариста стала лента Делберта Манна «Марти», имевшая впоследствии крупный успех (4 «Оскара», «Золотая пальмовая ветвь» Каннского кинофестиваля). Сценарий Чаефски переполняют всевозможные драматические моменты, эмоциональные надрывы, так свойственные для сценариста. За сценарную разработку фильма, Пэдди Чаефски был удостоен первой статуэтки премии «Оскар» и Гильдии сценаристов США.
После успеха на «Оскаре» Чаефски работал, в основном, в области кинематографа. В 1958 году он приступил к работе над созданием сценария к фильму «Богиня», основанному на биографии Мэрилин Монро, роль которой (точнее, персонажа, за основу биографии которой взяли биографию Монро) исполнила Ким Стэнли. Академики снова признали сценарий Чаефски одним из лучших за прошедший год и выдвинули его на приз, однако на церемонии вручения статуэтки получили Недрик Янг и Гарольд Джейкоб Смит.
Наибольшее количество наград Чаефски собрал за сценарий к фильму «Больница» (1971) с Джорджем К. Скоттом в главной роли. В их число входит второй «Оскар», первый «Золотой глобус» и единственная BAFTA. Прославленный кинокритик Дэвид Томсон описывал сценарий так: «Смертельно забавное воспроизведение социальной доброжелательности американцев, построенное на их собственном бюрократическом хаосе».

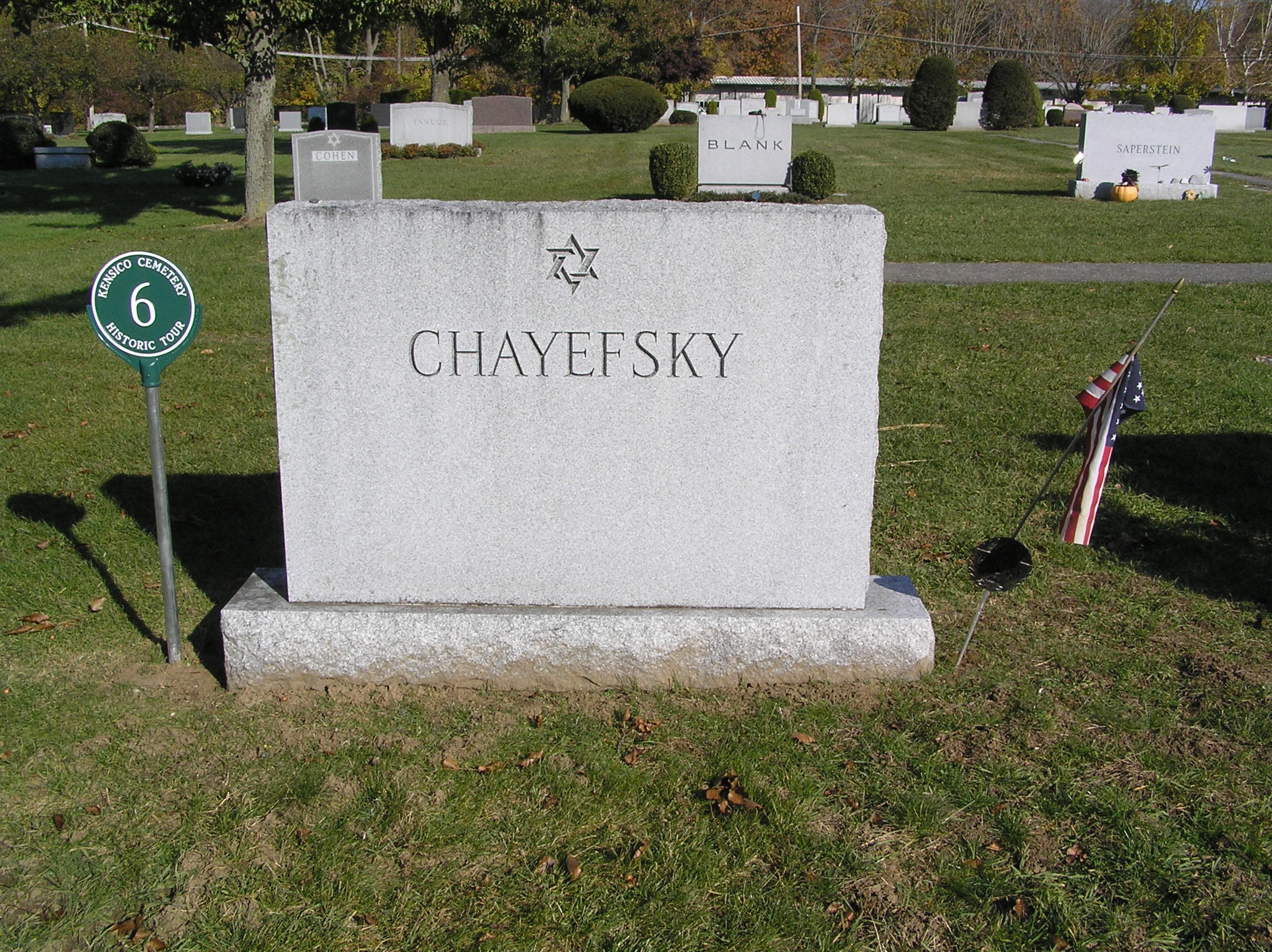
Могила Пэдди Чаефски

За несколько лет до смерти Чаефски закончил сценарий к своему самому известному фильму «Телесеть», описывающему весь беспорядок, который творился на американском телевидении в 1970-е годы. Доподлинно известно, что на фильм, завязкой которого является угроза самоубийства главного героя в прямом эфире в прайм-тайм, Чаефски вдохновило реальное происшествие — самоубийство Кристин Чаббак. Тяжелая работа над сценарием принесла Чаефски третью статуэтку премии «Оскар», второй «Золотой глобус» и номинацию на BAFTA. Кроме того, на той же церемонии вручения «Оскара» Чаефски вместо Питера Финча, умершего незадолго до церемонии, принял приз за лучшую мужскую роль. Через два года Чаефски написал свой первый роман — научно-фантастический хоррор «Другие ипостаси».
В 1980 году Пэдди Чаефски был поставлен диагноз «рак». В том же году режиссёр Кен Расселл экранизировал роман Чаефски, пригласив в кресло сценариста самого автора. 1 августа 1981 года Пэдди Чаефски скончался в медицинском центре Columbia-Presbyterian (ныне госпиталь NewYork-Presbyterian). Похоронен 3 августа на кладбище Кенсико, округ Валгалла, штат Нью-Йорк.
Сценарист фильма «Социальная сеть» Аарон Соркин посвятил Чаефски свой «Оскар» в 2011 году, заявив, что именно он оказал на него огромное влияние в молодости.

### Личная жизнь
В 1949 году Пэдди Чаефски женился на секретарше Сьюзан Сэклер. Шесть лет спустя у них родился сын Дэн. Несмотря на непродолжительный роман между сценаристом и актрисой Ким Новак, Чаефски и Сэклер оставались в браке до конца жизни Пэдди.

## Фильмография
| Год  |     | Русское название              | Оригинальное название | Роль      |
| ---- | --- | ----------------------------- | --------------------- | --------- |
| 1945 | док | Настоящая слава               | The True Glory        | сценарист |
| 1951 | ф   | Моложе себя и не почувствуешь | As Young as You Feel  | сценарист |
| 1952 | с   | Опасность                     | Danger                | сценарист |
| 1955 | ф   | Марти                         | Marty                 | сценарист |
| 1957 | ф   | Мальчишник                    | The Bachelor Party    | сценарист |
| 1958 | тф  | Мати                          | Mati                  | сценарист |
| 1958 | ф   | Богиня                        | The Goddess           | сценарист |

| Год  |    | Русское название     | Оригинальное название        | Роль      |
| ---- | -- | -------------------- | ---------------------------- | --------- |
| 1958 | ф  | Середина ночи        | Middle of the Night          | сценарист |
| 1964 | ф  | Американизация Эмили | The Americanization of Emily | сценарист |
| 1969 | ф  | Золото Калифорнии    | Paint Your Wagon             | сценарист |
| 1971 | ф  | Больница             | The Hospital                 | сценарист |
| 1971 | тф | Гидеон               | Gideon                       | сценарист |
| 1976 | ф  | Телесеть             | Network                      | сценарист |
| 1980 | ф  | Другие ипостаси      | Altered States               | сценарист |

## Награды и номинации
| - 1955 — номинация на премию «Эмми» за лучший сценарий к драматическому телесериалу («Телевизионный дом Филко»). - 1955 — премия «Оскар» за лучший адаптированный сценарий («Марти»). - 1956 — номинация на премию «Эмми» за лучший оригинальный сценарий к телесериалу («Телевизионный дом „Хороший год“»). - 1956 — премия Гильдии сценаристов США за лучший сценарий к драме («Марти»). - 1958 — номинация на премию «Оскар» за лучший оригинальный сценарий («Богиня»). - 1971 — премия «Оскар» за лучший оригинальный сценарий («Больница»). - 1972 — премия Гильдии сценаристов США за лучший сценарий к комедийному фильму («Больница»). - 1972 — премия «Золотой глобус» за лучший сценарий («Больница»). - 1973 — премия BAFTA за лучший сценарий («Больница»). | - 1974 — премия Гильдии сценаристов США за жизненные достижения в области сценарных разработок. - 1976 — премия Ассоциации кинокритиков Лос-Анджелеса за лучший сценарий («Телесеть»). - 1976 — премия «Оскар» за лучший оригинальный сценарий («Телесеть»). - 1977 — премия Гильдии сценаристов США за лучший сценарий к драматическому фильму («Телесеть»). - 1977 — премия круга кинокритиков Нью-Йорка за лучший сценарий («Телесеть»). - 1977 — номинация на премию национального совета кинокритиков США за лучший сценарий («Телесеть»). - 1977 — премия «Золотой глобус» за лучший сценарий («Телесеть»). - 1978 — номинация на премию BAFTA за лучший сценарий («Телесеть»). - 1981 — номинация на премию «Сатурн» за лучший сценарий («Другие ипостаси»). |